# Janko Simović
Janko Simović est un footballeur monténégrin né le 7 juin 1986. Il joue au poste de défenseur.
Sa première sélection avec l'équipe du Monténégro a lieu en 2008.

## Palmarès
- FK Mogren Budva
  - Champion du Monténégro en 2009 et 2011.
- FK Budućnost Podgorica
  - Champion du Monténégro en 2017